# Fuchsia boliviana
Fuchsia boliviana es una especie de arbusto de la familia de las onagráceas. Arbusto o arbolillo de los Andes sensible a las heladas de hasta 3,5 m de alto. Tiene racimos cogantes de flores escarlata de largo tubo. Se le conoce comúnmente como zarcillejo.

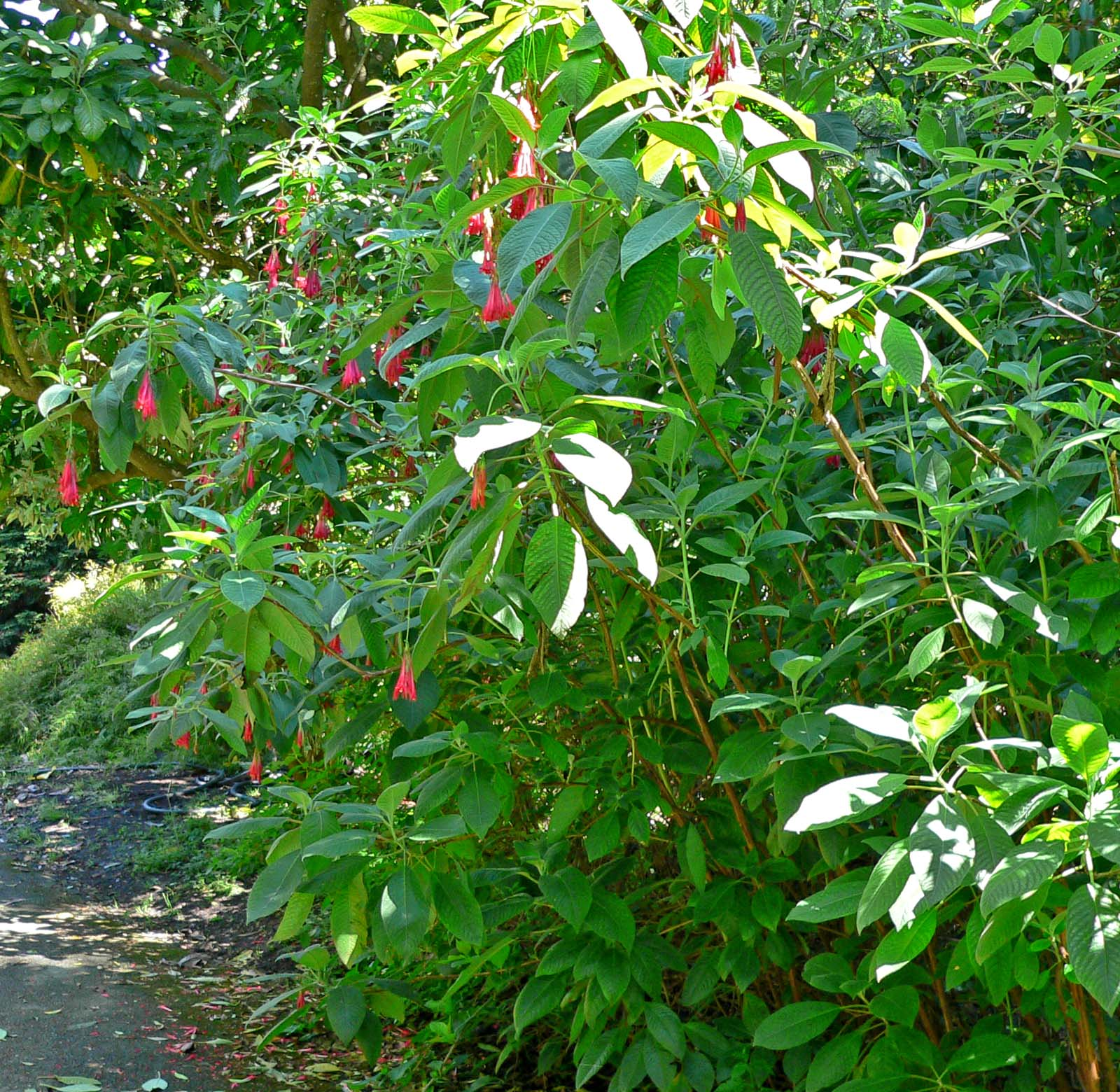
Vista de la planta

## Descripción
Son árboles pequeños o arbustos 2-6 m, bisexuales, densamente pelosos. Hojas 5-20 × 3-15 cm, opuestas, elíptico-ovadas, ternadas u ocasionalmente alternas cerca de las puntas de las ramas, la base aguda a redondeada, el ápice agudo a acuminado; pecíolo 1-7 cm. Flores bisexuales, en racimos o panículas terminales péndulas; raquis 5-30 cm (hasta 60 cm en el fruto); brácteas lanceoladas, reflexas; pedicelos 5-15 mm; tubo floral 30-70 mm, angostamente tubular-infundibuliforme; sépalos 10-20 mm, 4-5 mm de ancho en la base, lanceolados, volviéndose completamente reflexos en la antesis; tubo y sépalos rojo intenso; pétalos más o menos crespos, longitudinalmente acanalados, caedizos antes del tubo floral, rojos; filamentos en dos ciclos, 8-15 mm y 5-10 mm, rojos; estigma subgloboso. Bayas 10-26 × 8-14 mm, cilíndricas, purpúreo oscuro, comestibles. Tiene un número de cromosomas de 2n = 22.

## Distribución y hábitat
Fuchsia boliviana es nativa del sur del Perú, Bolivia y norte de Argentina. Es propia de climas tropicales. La planta requiere protección frente a la luz directa del sol.
Propagación por semillas

## Taxonomía
Fuchsia arborescens fue descrita por Élie-Abel Carrière y publicado en Revue Horticole 48(8): 150–151, t. s.n. 1876.
Etimología
Fuchsia: nombre genérico descrito por primera vez por Charles Plumier a finales del siglo XVII, y nombrada en honor del botánico alemán, Leonhart Fuchs (1501-1566).
boliviana: epíteto geográfico que alude a su localización en Bolivia.
Sinonimia
- Fuchsia boliviana var. luxurians I.M.Johnst.
- Fuchsia boliviana f. puberulenta Munz
- Fuchsia corymbiflora var. alba Harrison
- Fuchsia cuspidata Fawc. & Rendle
- Fuchsia lenneana Warcz.[4]